# CASA 880

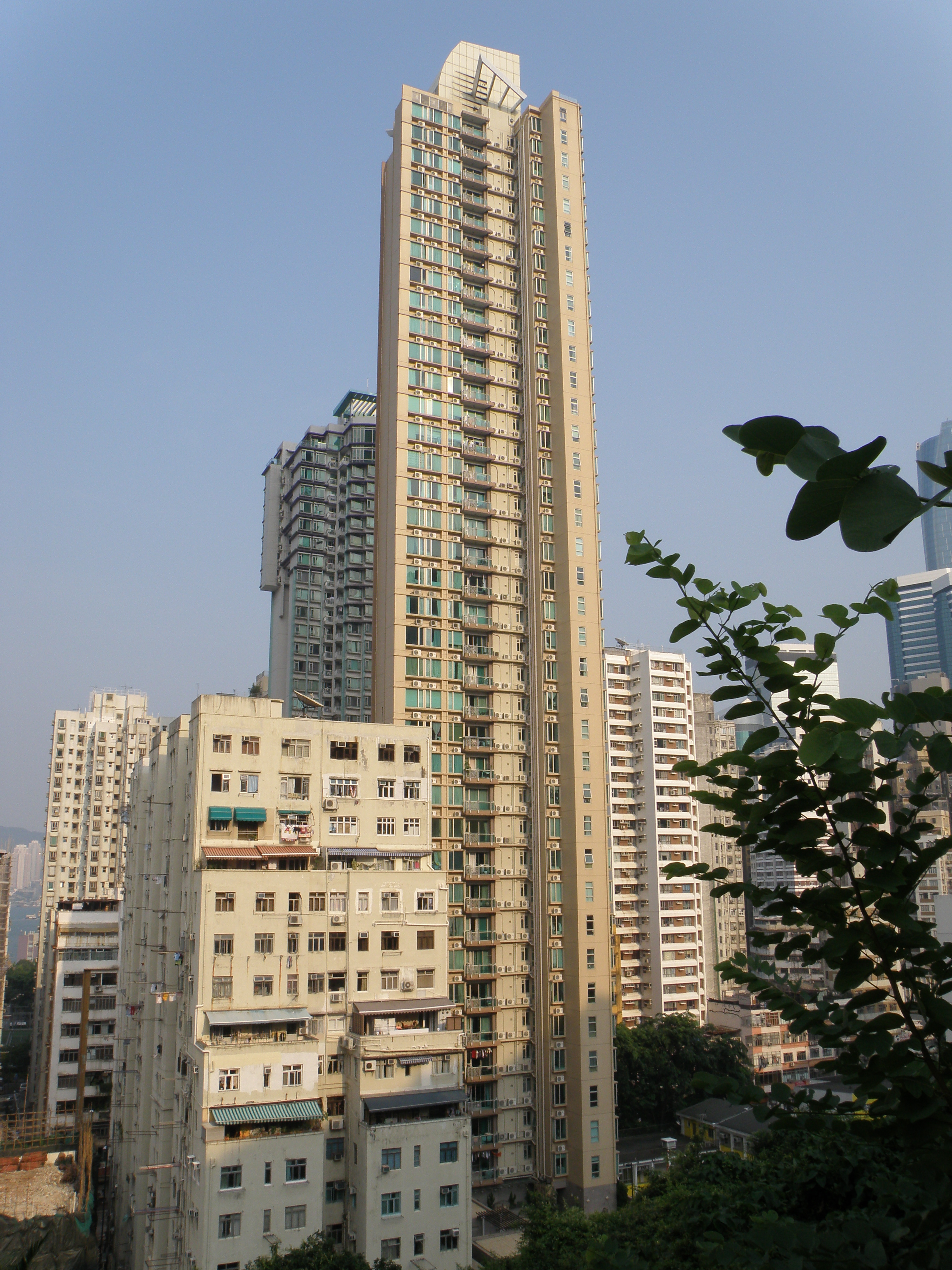
CASA 880西北面

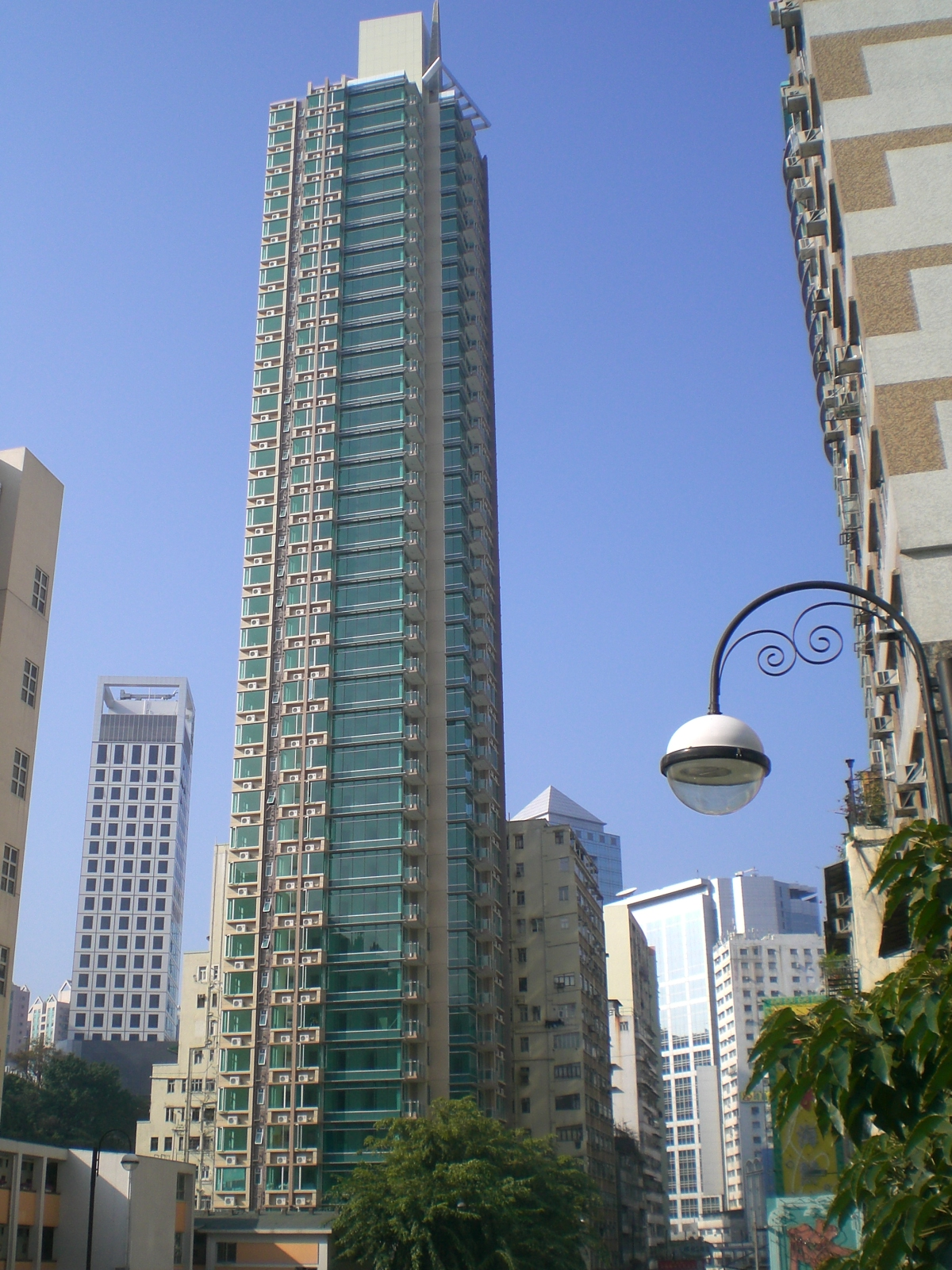
CASA 880東南面

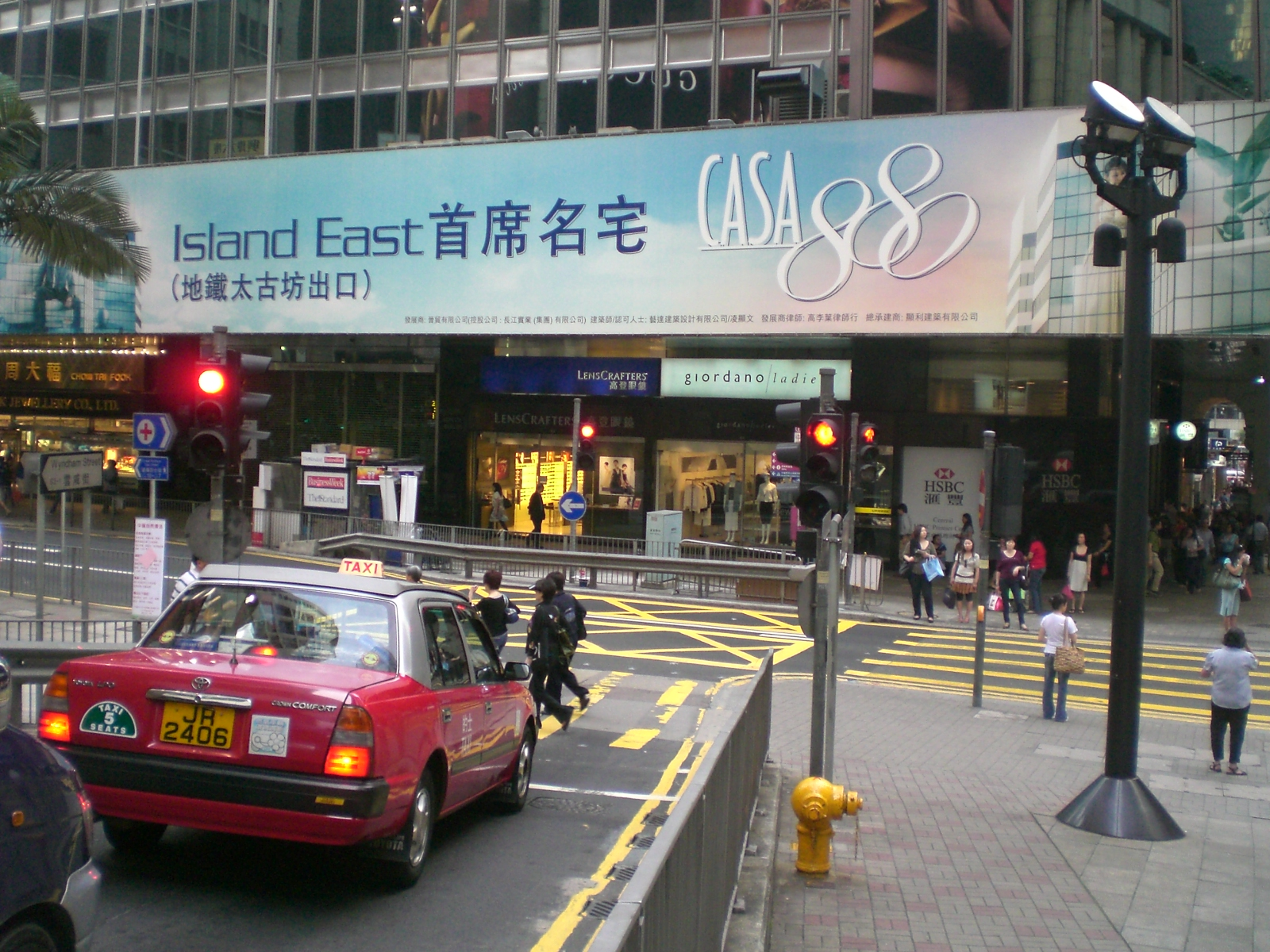
CASA 880的宣傳廣告

CASA 880是香港一座37層高的單幢式住宅，位於香港島東區鰂魚涌，鄰近港鐵鰂魚涌站，亦是該區六年來的新屋苑。「Casa」一詞來自西班牙語，意思為房子，發展商希望以西班牙名字突顯該物業的南歐風格特色；「880」則象徵英皇道880號，為該大廈的所在門牌號碼。CASA 880因此得名。
值得留意是屋苑前臨繁忙的英皇道，位於高層的單位也要飽受車聲困擾。而且，屋苑屬於單橦樓，發水面積相當高，做成客房細小但窗台大的現象（亦是長江實業旗下樓盤之典型特徵）。

## 物業資料
CASA 880是香港少數採用玻璃幕牆的住宅，發展商為長江實業，在2008年5月入伙，管理公司為發展商旗下的高衞物業管理。CASA 880之前身為一座名麗城大廈的私人樓宇，全座為單一業主擁有，在1978年落成，於2003年拆卸，長實於2004年初以2.4億元購入，2007年重建後提供108單位。
CASA 880的位置鄰近鰂魚涌甲級寫字樓臨立的商業區太古坊，附近建築有香港殯儀館、公共屋村模範村、御皇臺和北角官立小學等。由於該區一帶住宅樓齡較高，且大部分為啟德機場搬遷前落成，當時建築物受高度限制，因此CASA 880比周邊其他大廈存在一定高度差距，故亦有較佳的景觀。

### 結構
CASA 880的樓層由3樓至45樓，當中不設4、13、14、24、34、44字樓，一共有37層。每個單位面積界乎1,066至1,366平方呎，間隔為3至4房連主人套房。另外，最頂3層設計成複式單位，並命名為CASA CASTELLINO，面積由2,133至2,732平方呎不等，間隔為4至6房連雙套房。

### 設施
設有約10,000平方呎住客會所，名為Club Casa，設施包括：
- 1,500呎酒店式 Function Room
- 25米戶外泳池
- pool-side lounge
- 私人健身室
- 住客停車場